# Phuentsholing
Phuentsholing, també escrit com a Phontsholing, és una ciutat fronterera al sud de Bhutan i és la seu administrativa del districte de Chukha. La ciutat ocupa parts tant de Phuentsholing Gewog com de Sampheling Gewog.
Phuentsholing es troba al costat de la ciutat índia de Jaigaon, i el comerç transfronterer ha donat lloc a una pròspera economia local. L'any 2017 Phuentsholing tenia 27.658 habitants.

## Història

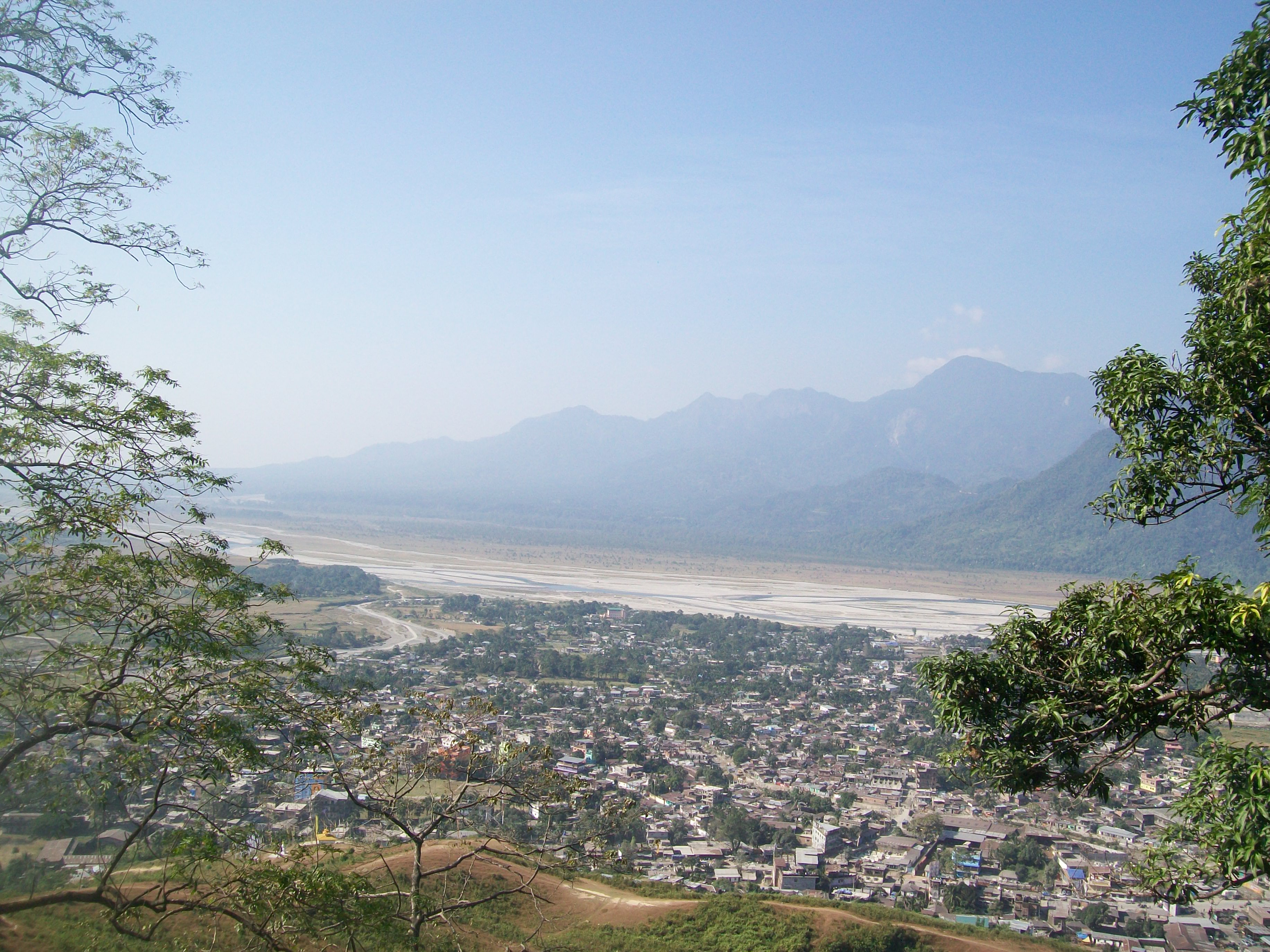
Vista de Phuentsholing

El 5 d'abril de 1964, el Primer Ministre reformista Jigme Dorji va ser assassinat a Phuentsholing per partidaris monàrquics mentre el rei estava malalt a Suïssa. Posteriorment, la família Dorji es va sotmetre a vigilància. El 1958 es va construir la primera casa per allotjar una botiga. El difunt Primer Ministre Jigme Dorji va informar als residents de Phuentsholing que es podrien construir cases de formigó. Després de l'anunci, es van construir 18 botigues al voltant de la zona de Zangdopelri. La zona de Zangdopelri era una terminal d'autobusos i dissabte s'hi feia mercat. A part de les cases rurals, hi havia diverses barraques i Phuentsholing començava a créixer.

## Geografia

### Clima
Phuentsholing té un clima subtropical humit i sufocant, fortament influït pel monsó del sud d'Àsia. Té una precipitació mitjana anual de 4.383 mil·límetres. Els estius són llargs, xafogosos i molt plujosos, mentre que els hiverns són curts, molt suaus i secs. Aquest clima és descrit per la classificació climàtica de Köppen com a clima subtropical humit. El 27 d'agost de 1997, Phuentsholing va registrar la temperatura més alta mai registrada al Bhutan: 40 graus centígrads.

## Arquitectura i cultura
La frontera Índia-Bhutan a Phuentsholing separa clarament dos pobles i cultures molt diferents. Jaigaon, a l'Índia, és més gran, bulliciós i sorollós, similar a molts altres centres de comerç de Bengala Occidental, encara que amb molts compradors bhutanesos. Phuentsholing és més urbà que altres poblacions bhutaneses, ja que és la capital financera, industrial i comercial del Bhutan. Ha estat afectat una mica per la cultura veïna, però és clarament molt més tranquil i ordenat que el seu veí.

## Economia
Anteriorment, a la ciutat hi tenia la seu el Bank of Bhutan, però es va traslladar a Thimphu. La majoria de mercaderies comercialitzades al Bhutan transiten a través de Phuentsholing, convertint la ciutat en la porta d'entrada al Bhutan per al comerç amb l'Índia. La frontera amb la Xina està tancada.

## Frontera amb l'Índia

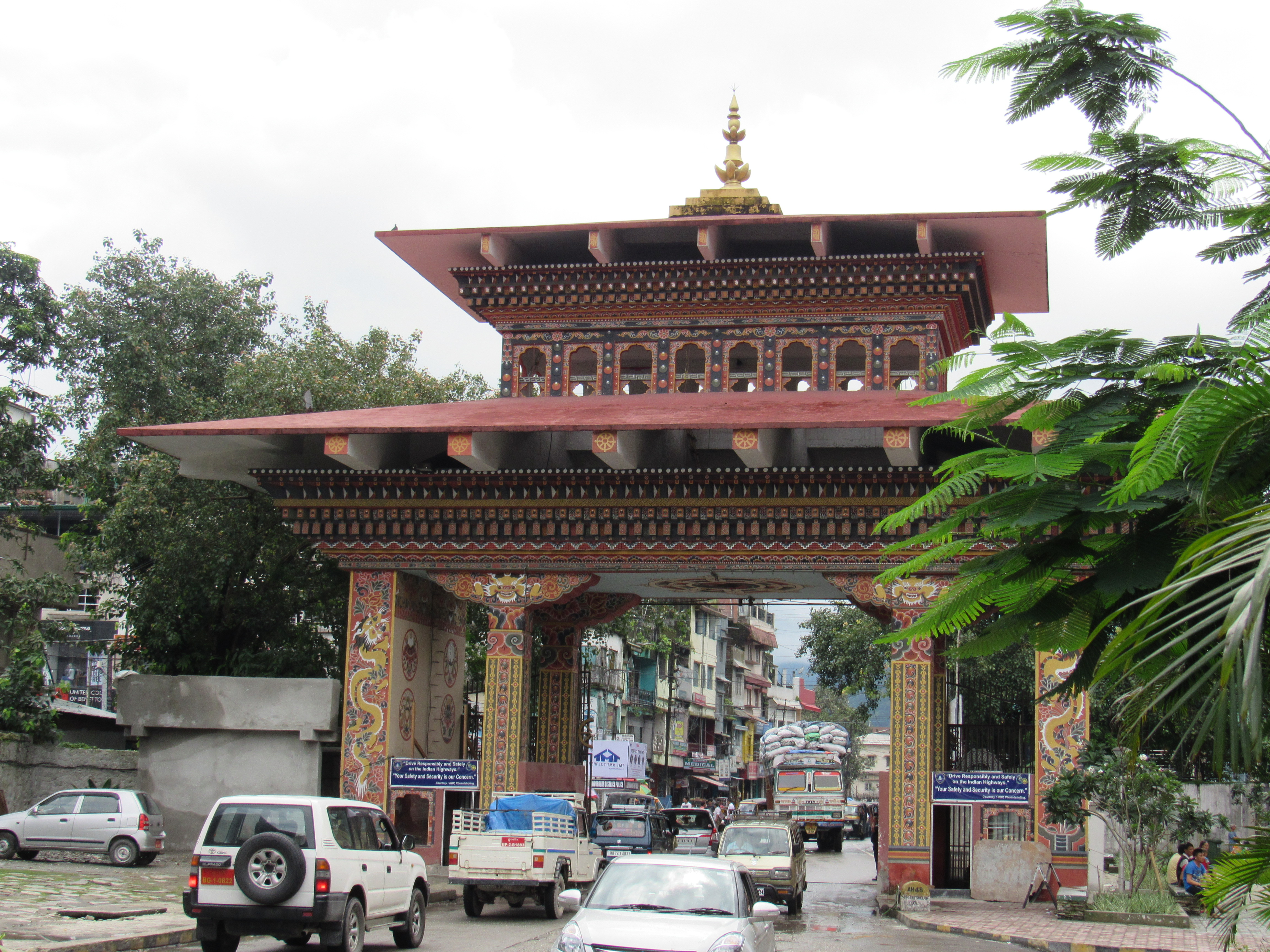
La porta fronterera entre Bhutan i l'Índia, vista des de Bhutan

La frontera està separada per una llarg mur amb una únic accés al Bhutan. De vegades, fins i tot els locals poden creuar sense que se’ls demani papers. Els turistes de l'Índia, Bangladesh i Maldives no necessiten visat per entrar al Bhutan, però han de demostrar la seva identitat amb un document oficial i sol·licitar un permís. Altres estrangers necessiten un visat presentat per un guia turístic registrat contractat. La porta d'entrada a la ciutat està controlada pels guàrdies de Sashastra Seema Bal (patrulles frontereres de l'Índia) i l'exèrcit bhutanès.

## Transport

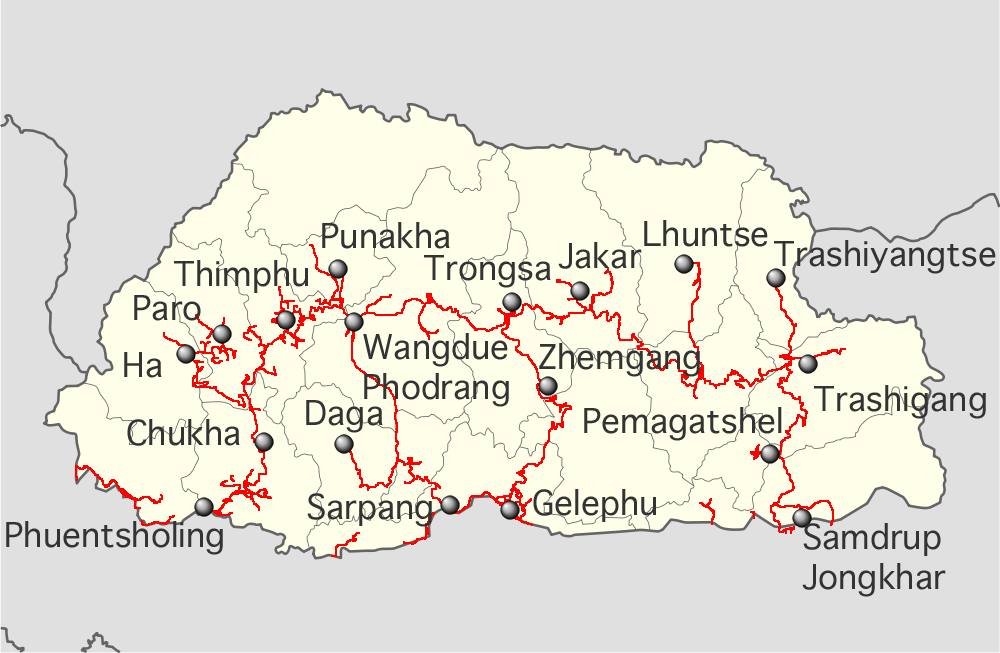
Xarxa de carreteres de Bhutan

La ciutat no té instal·lacions aeroportuàries ni ferrocarrils, però Indian Railways té estacions de ferrocarril a prop. S'ha planejat una via de ferrocarril de 20 km des de Hashimara al nord de Bengala fins a Phuentsholing.
Siliguri és la ciutat important de l'Índia més propera. New Jalpaiguri i New Alipurduar són els grans nusos ferroviaris més propers. Hi ha autobusos disponibles a les ciutats del nord de Bengala. Els autobusos són operats tant per empreses amb seu a l'Índia com pel govern bhutanès. Un cop a Phuentsholing, la carretera lateral (East-West Highway) dona accés als viatgers a la resta del Bhutan.
Des de gairebé qualsevol lloc de la ciutat, es pot veure la carretera de Thimphu enfilant-se per les muntanyes. La carretera lateral, la carretera principal del Bhutan, comença a Phuentsholing i serpenteja 557 km fins a Trashigang a l'est.